# Шабанов, Артём Михайлович
Артём Миха́йлович Шаба́нов (укр. Артем Михайлович Шабанов; род. 7 марта 1992, Киев) — украинский футболист, защитник клуба «Металлист 1925».

## Клубная карьера
Артём родился 7 марта 1992 года. Воспитанник академии киевского «Динамо», в которой занимался до 15 лет, после чего перешёл в школу столичного «Арсенала». 2009 попал в структуру «канониров» и следующие четыре года выступал за молодёжную команду.
Дебютировал в Премьер-лиге 30 сентября 2013 года в матче против «Севастополя» (3:1), проведя на поле все 90 минут. 20 октября провёл свой второй матч за основную команду, отыграв всю игру против киевского «Динамо». Эта игра стала последней для «канониров», после чего клуб снялся с соревнований, а футболисты получили статус свободного агента.
В январе 2014 году на правах свободного агента перешёл в луцкую «Волынь». Дебютировал в составе «Волыни» в матче против «Днепра». В мае 2016 года покинул клуб из Луцка в качестве свободного агента.
В январе 2017 года стало известно о его переходе на правах свободного агента в каменскую «Сталь», подписав контракт на 2,5 года. Дебютировал за «Сталь» 25 февраля 2017 против донецкого «Олимпика».
В январе 2018 года подписал четырёхлетний контракт с киевским «Динамо». Первый матч за «Динамо» сыграл 4 марта 2018 против луганской «Зари». Первым голом отметился 22 августа 2019 в ворота полтавской «Ворсклы». 15 марта 2018 впервые сыграл в еврокубках, в матче 1/8 финала Лиги Европы, выйдя на замену на 45 минуте вместо Тамаша Кадара против «Лацио».
4 ноября 2020 года Шабанов впервые сыграл в основной стадии Лиги чемпионов УЕФА против «Барселоны».
В феврале 2021 года стало известно, что польская «Легия» арендует Шабанова до конца сезона 2020/21. 20 февраля 2021 года дебютировал за «Легию» выйдя на замену, во втором тайме, в матче против плоцкой «Вислы». По итогам сезона стал чемпионом Польши.
27 октября 2021 года в матче 1/8 финала Кубка Украины против «Мариуполя» забил свой первый кубковый гол, который принёс победу «Динамо» (2:1). На 34-й минуте подключился в атаку команды на стандартном положении, после скидки Беньямина Вербича оказался первым на мяче на дальней штанге и поразил ворота соперника. Этот мяч стал первым для Шабанова в сезоне 2021/22.

## Карьера в сборной
Артем Шабанов дебютировал в составе национальной сборной Украины в товарищеском матче против Словакии (2:1). Следующий (последний на данный момент) матч за сборную так же был товарищеским 14 ноября 2019 против сборной Эстонии.

## Достижения
- Чемпион Украины: 2020/21
- Обладатель Кубка Украины: 2019/20
- Обладатель Суперкубок Украины: 2019
- Чемпион Польши: 2020/21

«Александрия»
- Серебряный призёр чемпионата Украины: 2024/25